# 圣塞韦里娜
圣塞韦里娜（義大利語：Santa Severina），是意大利克罗托内省的一个市镇。总面积51平方公里，人口2226人，人口密度43.6人/平方公里（2009年）。